# نيلز جاكوب هانسن
نيلز جاكوب هانسن (بالدنماركية: Niels Hansen)‏ هو مغني أوبرا دنماركي، ولد في 23 مارس 1880، وتوفي في 19 سبتمبر 1969.